# Шах, Фатех Джунг
Фатех Джунг Шах (непальск. फत्तेजङ्ग शाह; 1805 — 1846) — непальский государственный деятель, премьер-министр Непала в 1840—1843, 1845—1846 годах.

## Биография
Фатех Джунг Шах родился в 1805 году в семье Чаутарьи Прана Шаха и Чаутарьяни Мохи Кумари Деви, пятом поколении короля Притхвипати Шаха. Фатех был племянником премьер-министра Чаутарьи Пушкара Шаха. Его сестрой была Хиранья Гарбха Деви, третья жена премьер-министра Джанга Бахадура Раны.
14 сентября 1846 года Фатех был убит в резне в Коте (в оружейной палате дворца Хануман Дхоки).

## Политическая карьера
Фатеха Джунга назначили премьер-министром в 1840 году. После чего он жил в изгнании в Гае, с 1843 по 1845 год. Позже, после изгнания, в 1845 году он снова получил пост премьер-министра.